# Richard C. Dillon

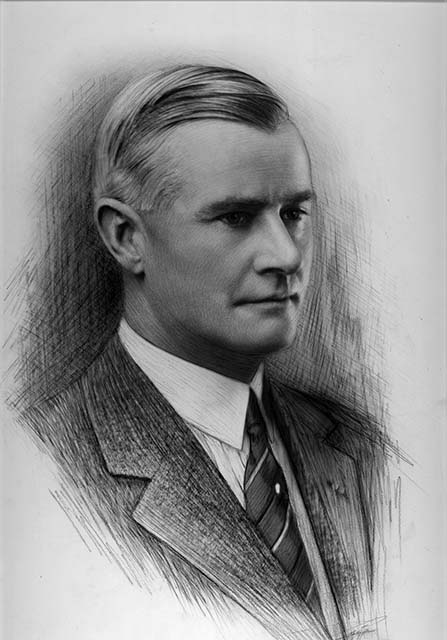
Richard C. Dillon

Richard Charles Dillon (* 24. Juni 1877 in St. Louis, Missouri; † 5. Januar 1966 in Encino, New Mexico) war ein US-amerikanischer Politiker und von 1927 bis 1931 der achte Gouverneur des Bundesstaates New Mexico.

## Frühe Jahre
Richard Dillon besuchte die örtlichen Schulen seiner Heimat. Im Jahr 1889 zog er mit seinen Eltern nach Springer im New-Mexico-Territorium, wo er seine schulische Ausbildung fortsetzte. Vor seiner politischen Laufbahn arbeitete er bei der Eisenbahn und als Händler.

## Politische Laufbahn
Dillon war Mitglied der Republikanischen Partei. Zwischen 1924 und 1926 saß er im Senat von New Mexico. Am 2. November 1926 wurde er mit 52:48 Prozent der Stimmen gegen den demokratischen Amtsinhaber Arthur T. Hannett zum Gouverneur seines Staates gewählt. Dillon trat sein Amt am 1. Januar 1927 an. Nach einer Wiederwahl im Jahr 1928 konnte er es bis zum 1. Januar 1931 ausüben. Er führte sein Land effizient und erfolgreich wie ein Manager eines Wirtschaftsunternehmens. Damals wurden die Carlsbad Caverns zum Nationalen Monument der USA erhoben. Das letzte Jahr seiner Amtszeit war von den Folgen des New Yorker Börsenkrachs und der daraus entstandenen Weltwirtschaftskrise überschattet.

## Weiterer Lebenslauf
Nach dem Ende seiner Gouverneurszeit zog Richard Dillon sich aus der Politik zurück, blieb aber geschäftlich aktiv und gründete mit der R.C. Dillon Company eine eigene Firma. Er starb im Januar 1966 im Alter von 88 Jahren. Richard Dillon war mit Maurine William verheiratet, mit der er fünf Kinder hatte.